# Hubenberg (Rhön)
Der Hubenberg ist ein 415,1 m ü. NN hoher Berg in der thüringischen Rhön auf dem Gebiet der Gemeinde Buttlar, rund 2 km nordöstlich des Ortszentrums.
Am Hubenberg wurden seit Jahrzehnten bei Waldarbeiten in Gipfelnähe früheisenzeitliche Scherben geborgen, auch Reibemühlen und andere Kleinfunde. Die Besiedlung des Bergplateaus in dieser Zeit ist somit belegt, Befestigungsanlagen konnten bisher nicht zweifelsfrei nachgewiesen werden. Der Hubenberg wurde als Bodendenkmal ausgewiesen.
Der Hubenberg ist auch Bestandteil des Natura-2000-Projektgebietes Nr. 078 „Hubenberg-Michelsberg-Auewäldchen“.